# Xã Amherst, Quận Lorain, Ohio
Xã Amherst (tiếng Anh: Amherst Township) là một xã thuộc quận Lorain, tiểu bang Ohio, Hoa Kỳ. Năm 2010, dân số của xã này là 6.844 người.